# Medalla George Sarton

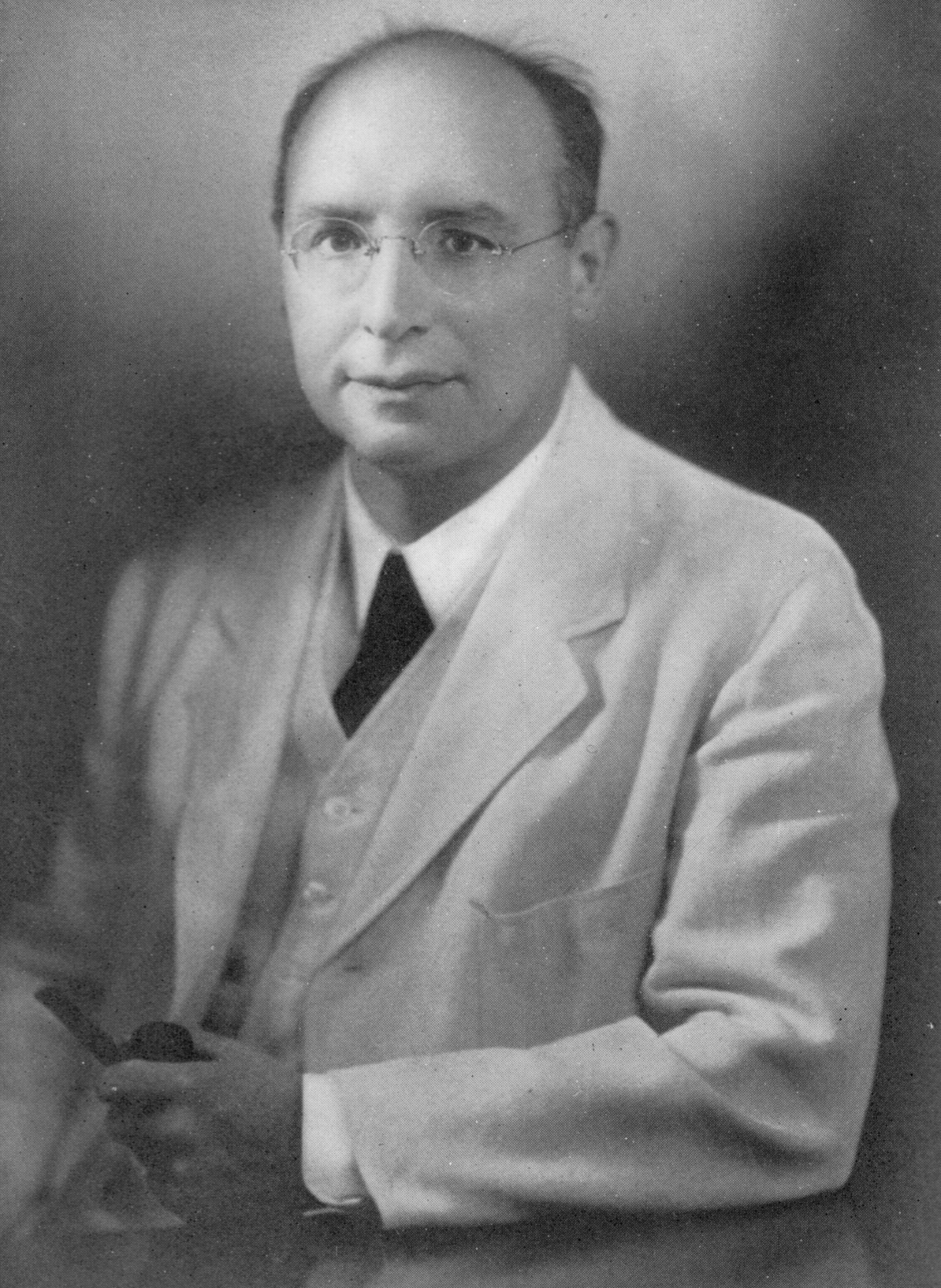
George Sarton

La Medalla Sarton (The George Sarton Medal) es el premio más prestigioso de la Sociedad de Historia de la Ciencia.
Honra a George Sarton, el fundador de la revista Isis y uno de los fundadores de la fase moderna de la historia de la ciencia. Ha sido otorgada anualmente desde 1955 a un destacado historiador de la ciencia seleccionado de la comunidad académica internacional. La medalla se otorga por los méritos adquiridos durante toda la vida académica.
La medalla fue diseñada por Bern Dibner y es donada cada año por el Fondo Dibner.

## Galardonados
- 1955 George Sarton
- 1956 Charles Singer y Dorothea Waley Singer
- 1957 Lynn Thorndike
- 1958 John F. Fulton
- 1959 Richard Shryock
- 1960 Owsei Temkin
- 1961 Alexandre Koyré
- 1962 Eduard Jan Dijksterhuis
- 1963 Vassili Zoubov
- 1964 (no otorgada)
- 1965 J. R. Partington
- 1966 Anneliese Maier
- 1967 (no otorgada)
- 1968 Joseph Needham
- 1969 Kurt Vogel
- 1970 Walter Pagel
- 1971 Willy Hartner
- 1972 Kiyosi Yabuuti
- 1973 Henry Guerlac
- 1974 I. Bernard Cohen
- 1975 René Taton
- 1976 Bern Dibner
- 1977 Tom Whiteside
- 1978 Adolf Yushkévich
- 1979 Maria Luisa Righini-Bonelli
- 1980 Marshall Clagett
- 1981 A. Rupert Hall y Marie Boas Hall
- 1982 Thomas S. Kuhn
- 1983 Georges Canguilhem
- 1984 Charles Coulston Gillispie
- 1985 Paolo Rossi y Richard S. Westfall
- 1986 Ernst Mayr
- 1987 G. E. R. Lloyd
- 1988 Stillman Drake
- 1989 Gerald Holton
- 1990 A. Hunter Dupree
- 1991 Mirko D. Grmek
- 1992 Edward Grant
- 1993 John L. Heilbron
- 1994 Allen G. Debus
- 1995 Charles E. Rosenberg
- 1996 Loren Graham
- 1997 Betty Jo Teeter Dobbs
- 1998 Thomas L. Hankins
- 1999 David C. Lindberg
- 2000 Frederic L. Holmes
- 2001 Daniel J. Kevles
- 2002 John C. Greene
- 2003 Nancy Siraisi
- 2004 Robert E. Kohler
- 2005 A. I. Sabra
- 2006 Mary Jo Nye
- 2007 Martin Rudwick[2]
- 2008 Ronald L. Numbers[3]
- 2009 John E. Murdoch
- 2010 Michael McVaugh
- 2011 Robert J. Richards
- 2012 Lorraine Daston
- 2013 Simon Schaffer
- 2014 Steven Shapin
- 2015 Robert Fox
- 2016 Katharine Park
- 2017 Garland E. Allen
- 2018 Sally Gregory Kohlstedt
- 2019 M. Norton Wise
- 2020 Jim Bennett